# Bernhard Molique
Wilhelm Bernhard Molique (ur. 7 października 1802 w Norymberdze, zm. 10 maja 1869 w Bad Cannstatt) – niemiecki skrzypek i kompozytor.

## Życiorys
Gry na skrzypcach uczył się u ojca, po raz pierwszy wystąpił publicznie w wieku 6 lat. Uczył się w Monachium u Louisa Spohra (1815) i Pietro Rovellego (1816–1817). W 1817 roku wystąpił w Wiedniu i został zaangażowany do zespołu Theater an der Wien. W 1820 roku otrzymał posadę koncertmistrza orkiestry dworskiej w Monachium. Od 1826 do 1849 roku był dyrektorem muzycznym i koncertmistrzem na dworze w Stuttgarcie. Dużo podróżował, odwiedził Holandię, Francję, Anglię i Rosję. W 1849 roku osiadł w Londynie, gdzie do 1861 roku wykładał w Royal Academy of Music. W 1866 roku zakończył karierę artystyczną i osiadł w Bad Cannstatt.
Jego dorobek kompozytorski obejmuje 6 koncertów skrzypcowych, 8 kwartetów smyczkowych, liczne utwory na skrzypce solo, skrzypce i fortepian oraz skrzypce i flet, ponadto liczne pieśni. Opublikował pracę Studies in Harmony (wyd. Londyn 1862).